# Hiéronyme Ier d'Athènes
Pour les articles homonymes, voir Hiéronyme.
Hiéronyme Ier ou Jérôme Ier (en grec Ιερώνυμος Α', ou de son de naissance Ieronymos Kotsonis) né sur Tinos en 1905 - mort en 1988) fut primat de l'Église orthodoxe grecque du 14 mai 1967 au 12 décembre 1973.